# CIVETS

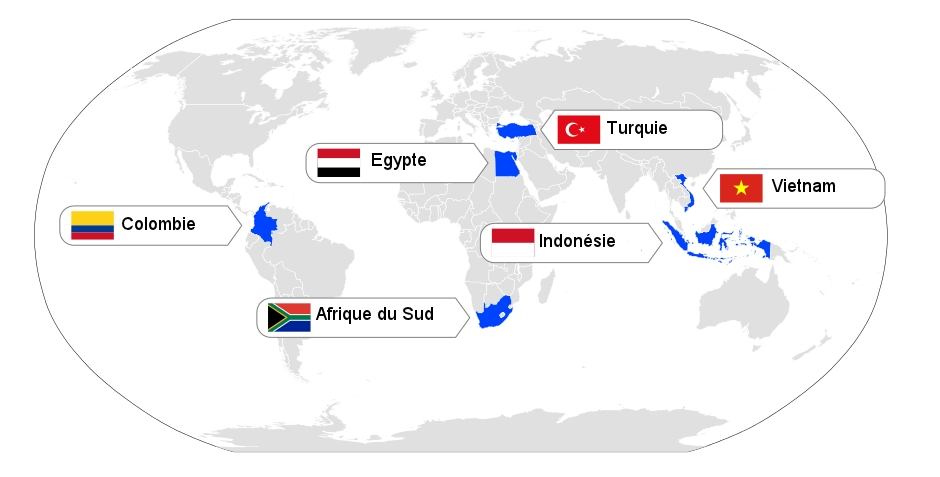
CIVETS

CIVETS (en français : CIVETA) est un acronyme relatif à un groupe de six pays (Colombie, l'Indonésie, le Vietnam, l'Égypte, la Turquie et l'Afrique du Sud) proposé en 2009 par Robert Ward.

## Historique
L'acronyme est inventé par Robert Ward de l’Economist Intelligence Unit, en 2009, et rendu public par Michael Geoghegan de la banque HSBC lors d'un discours devant la chambre du commerce de Hong Kong en avril 2010.

## Pays faisant partie des CIVETS
Les CIVETS regroupent la Colombie, l'Indonésie, le Vietnam, l'Égypte, la Turquie et l'Afrique du Sud,,, cette dernière faisant par ailleurs partie des BRICS.